# Balato
Balato es una localidad de la prefectura de Kouroussa en la región de Kankan, Guinea, con una población censada en marzo de 2014 de 16 403 habitantes.
Se encuentra ubicada en el centro del país, al norte de la capital nacional, Conakri.